# Nova Muixeranga d'Algemesí
La Nova Muixeranga d'Algemesí és una muixeranga algemesinenca nascuda el 1997 per incorporar la dona en el ball, que fins aleshores li havia estat vetat. Va ser creada per algemesinenques i algemesinencs que s'oposaven a la negativa d'acceptar dones en les actuacions per part de l'altra muixeranga de la ciutat. Es distingeix pels colors blanc, vermell i verd. La música és interpretada amb dolçaina i tabalet, amb tres cançons característiques, la del ball, la de l'enterro i l'anomenada muixeranga, que es toca per a les altres construccions. Es considera hereva, juntament amb els Amics de la Muixeranga, de la tradició de la Muixeranga d'Algemesí, remuntant així la seua història fins a l'any 1733.

## Origen
En 1996, el Ball dels Locos de l’Olleria són la primera muixeranga que incorpora les dones. Un gran pas avant que moltes muixerangues varen imitar i la dona es va incorporar a la tradició amb ple dret i total normalitat. Una d’aquestes colles va ser la Nova Muixeranga d'Algemesí, que naixia el 1997 i es va proposar, entre altres coses, difondre aquesta activitat i traure-la dels límits de la localitat.

## La indumentària
L’uniforme de la Nova Muixeranga consta d’un barret, una jaqueta recta -no entallada, amb botons i un pedaç de feltre roig cosit als muscles- i uns pantalons llargs, tot amb ratlles verticals roges, verdes i blanques, amb una disposició arlequinada i de tela gruixuda i resistent, com la dels antics matalassos, que era de la que es feien tradicionalment aquests vestits.
L'elecció del color verd és per distingir-se de la Muixeranga d’Algemesí, amb la qual comparteixen la resta de colors. El barret té una disposició arlequinada de ratlles semblant a la de jaqueta i pantaló. Porta una mena d’orelles laterals i se subjecta al coll amb una cinta roja, verda o blanca. El vestit es complementa amb cinc elements, que són faixa, mocador, espardenyes, ciris i casc.
La faixa, roja o verda, cenyida al voltant de la cintura, serveix com un element de protecció. Pot ajudar els muixeranguers quan pugen o baixen. No sempre està present, ja que no és imprescindible si la posició que ocupa el muixeranguer no la requereix.
Els mocadors són de tela i de color roig o verd. Es posen als canells i tenen diverses funcions. A més de protegir de lesions a les articulacions, eviten el contacte amb la suor. Ocasionalment, en algunes figures i alguns muixeranguers en concret, se’l posen al braç, de manera que els muixeranguers que pugen a sobre poden agafar-se al mocador per muntar i desmuntar la figura. Com a calcer, porten espardenyes de careta o blanques, amb sola de goma o espart. El ciri s’usa en el moment del ball, i a vegades, en algunes figures.
El casc especial és un element incorporat el 2008 per a garantir la seguretat del xiquet que remata les figures de quatre altures o més.

## La música
| La Muixeranga                    |
|                                  |
| Interpretada per Xavier Richart. |
|                                  |

Són quatre melodies les que acompanyen l'execució de les figures plàstiques i torres humanes per part de la Nova Muixeranga:
- El Florete o Ball. Acostuma a obrir l'eixida en les processons de les Festes de la Mare de Déu de la Salut. S'interpreta per part de dolçainers i tabaleters, els quals, amb un toc d'avís, preparen als muixeranguers situats en dues files amb els ciris encesos. Amb la música marcaran els moviments dels balladors.
- Dansa Plàstica. Aquesta peça és la més representativa de tot el repertori i també se la coneix com la Muixeranga. S'interpreta en l'execució de la majoria de les figures plàstiques i torres humanes. Els tabaleters inicien el ritme quan comença a organitzar-se la figura i es mantenen fins que la pinya està dissolta, els dolçainers, en canvi, comencen la melodia quan es forma la segona altura de la figura i la repeteixen fins que es descarrega.
- L'Enterro. Segons les fonts, "és en realitat un Dies irae del Cant Litúrgic Gregorià" (Cano, E. 2004). Acompanya una figura mòbil del mateix nom que representa el sepeli i l'Assumpció de la Mare de Déu i sol realitzar-se per a entrar a la Basílica. El dolçainer fa les primeres notes i els tabaleters inicien un redoblament que mantindran durant tota la melodia posterior.
- L'Aranya. Composició recuperada, juntament amb la figura del mateix nom que acompanya, l'any 2005 per la Nova Muixeranga, en col·laboració amb Xavier Richart. Els tabaleters comencen el ritme que mantenen fins que es dissol la figura, els dolçainers comencen la melodia quan la figura està muntada per a començar a girar i l'aturen per a desmuntar l'Aranya.

## Els balls i les figures

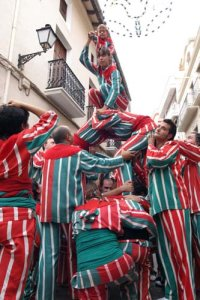
Torreta desplegada

Les evolucions de la Nova Muixeranga es divideixen, com tradicionalment les de la Muixeranga d'Algemesí, en tres tipus de figures: el Ball, les Torres Humanes o Pujades i les Figures Plàstiques.

### El ball
Inicia la participació de la Nova Muixeranga en les processons de les Festes de la Mare de Déu de la Salut. Els muixeranguers se situen en dues files amb els ciris encesos i realitzen una sèrie de moviments marcats per la música.

## Organització
L’organització tradicional de les colles muixerangueres es limitava a la figura del mestre. No és així a la Nova Muixeranga d’Algemesí. Des dels seus inicis, en 1997, va prendre l'estructura administrativa d’una associació, amb president, junta i altres càrrecs. A més, els aspectes tècnics estan a càrrec d'una varietat de figures que donen suport al treball del mestre. Aquesta figura hi existeix, però reforçada amb submestres, caps d’equips per a les diferents parts de les figures –tronc, prealçadors, pinya- i altres responsables tècnics.
Un dels trets que distingeixen la Nova Muixeranga des del seu inici és el paper de les dones, que han estat presents com a mestres, presidentes i altres càrrecs.

### Mestres
- Raül Sanxis (març del 1997 - setembre del 2001)[7]
- Germán Tortajada (setembre del 2001 - desembre del 2001)
- Ester Ferrer (desembre del 2001 - desembre del 2004)
- Eduard Ferrer (desembre del 2004 - novembre del 2005)
- Ester Ferrer (novembre del 2005 - desembre del 2005)
- Vicent Esteve "Tico" (desembre del 2005 - octubre del 2007)
- Ester Ferrer (octubre del 2007 - novembre del 2009)
- Rafa Cerezo (novembre del 2009 - gener del 2011)
- Mariano Fraind (gener del 2011 - novembre del 2014)
- Jaume Adam (novembre del 2014 - desembre del 2016)
- Ester Ferrer (desembre del 2016 - juny 2019)[8][7]
- Joan Nàcher (juny 2019 - novembre 2023)[8]
- Marc Adam (novembre 2023)